# Knooppunt Hintham
Het Knooppunt Hintham is een Nederlands verkeersknooppunt in de Ring 's-Hertogenbosch voor de aansluiting van de autosnelwegen A2 en A59, bij Hintham. Daar waar het knooppunt nu ligt, lag in het verleden het gehucht Varkenshoek.
Dit knooppunt is geopend in 1970 als een trompetknooppunt. In het najaar van 2006 werd begonnen aan de ombouw van de rijksweg A2. De snelweg werd omgebouwd naar 4 x 2 rijstroken. Knooppunt Hintham is hierbij omgebouwd tot een half sterknooppunt. Het half-sterknooppunt is sinds 12 oktober 2009 opengesteld. Het verkeer van Nijmegen naar Eindhoven wordt geleid door een dive-under genaamd de 'zandvang'. Verkeer van Utrecht naar Nijmegen maakt gebruik van een 14 meter hoge fly-over.

## Richtingen knooppunt
| Aansluitende wegen | Aansluitende wegen | Aansluitende wegen                                                   | Aansluitende wegen | Aansluitende wegen |
| ------------------ | ------------------ | -------------------------------------------------------------------- | ------------------ | ------------------ |
|                    |                    | richting Utrecht / Amsterdam / Waalwijk / Raamsdonksveer / Zierikzee |                    |                    |
|                    |                    |                                                                      |                    |                    |
|                    | richting Oss       |                                                                      |                    |                    |
|                    |                    |                                                                      |                    |                    |
|                    |                    | richting Eindhoven / Maastricht                                      |                    |                    |